# Pascual Osa
Pascual Osa (Siete Aguas, 1965) es director de orquesta, más conocido por ser el director titular de la Orquesta y Coro Filarmonía de Madrid.

## Biografía
Natural de Siete Aguas, provincia de Valencia,. Cursa sus estudios de percusión, piano, composición y dirección de orquesta en el Real Conservatorio Superior de Música de Madrid, perfeccionándolos en la Musikhochschule de Berlín, en Siena Italia, con el maestro Ferdinand Leitner, en Saluzzo Italia, con el maestro Aldo Ceccato, en la Bach-Akademie de Stuttgart Alemania con el maestro Helmut Rilling y en el Tanglewood Music Center de Massachussetts (EE. UU.) con los maestros Seiji Ozawa y Bernard Haitink. Desde 1985 es profesor titular de la Orquesta Nacional de España, y desde 1999 solista de la misma.  En 1998 fundó la Orquesta Sinfónica Pro-Naciones Unidas. Desde el año 2000 es Director Titular de la Orquesta y Coro Filarmonía de Madrid, con la que grabó, junto a Fernando Argenta, los programas de “El Conciertazo” para Televisión Española durante sus 9 años de emisión.
Algunas de las orquestas españolas que ha dirigido son la Orquesta y Coro Nacionales de España, Orquesta y Coro de RTVE, Orquesta Sinfónica de Tenerife, Orquesta Filarmónica de Málaga, Orquesta Sinfónica del Principado de Asturias, Orquesta de la Comunidad de Madrid, Orquesta Sinfónica de Euskadi, Orquesta de Valencia, Orquesta Sinfónica de Castilla y León, Orquesta Sinfónica de la Región de Murcia, Orquesta Filarmónica de Málaga y Orquesta Sinfónica de Tenerife. Y fuera de España la Savaria Chamber Orchestra de Hungría, Orquesta Filarmónica de Brno (Rep. Checa), Orquesta Sinfónica Nacional del Perú, Orquesta Filarmónica de Pleven (Bulgaria), Orquesta I Pomeriggi Musicali de Milán (Italia), London Philharmonic Orchestra (Reino Unido), Orquesta de la Ópera de Constanta (Rumanía), Orquesta Sinfónica Nacional de Ecuador, New World Orchestra (México, D.F.), Orquesta Sinfónica de Dallas (EE.UU), Orquesta Sinfónica de Goiana (Brasil)  y Orquesta Filarmónica de Chestojowa (Polonia).Ha dirigido producciones de ópera como Otello y La Traviata (G. Verdi), Carmen (G. Bizet), Così Fan Tutte, La Flauta Mágica y Bastian y Bastiana (W. A. Mozart), Norma (V. Bellini), La Bohème (G. Puccini), etc; y de zarzuela: La Rosa del Azafrán, La del Soto del Parral, La del Manojo de Rosas, El Huésped del Sevillano, La Venta de don Quijote, Doña Francisquita, Luisa Fernanda, La Gran Vía y El Rey que Rabió; en los siguientes teatros: Teatro de la Ópera de Costanta (Rumanía), Teatro de la Zarzuela y Teatro Real (Madrid), Teatro Calderón (Valladolid), Palacio de la Audiencia (Soria), Kursaal (San Sebastián), Auditorio Ciudad de Roquetas Almería, Teatro Sucre Quito, Teatro Segura Lima, entre otros. Ha dirigido los montajes “Madrileña Bonita“, “La Fiesta Nacional en la Zarzuela“ y “Tres Sopranos en la Zarzuela“, en el Teatro Real de Madrid y el Teatro Calderón de Valladolid, títulos de la colección de DVD “Zarzuela 5 estrellas”.
Ha realizado varios estrenos absolutos de algunas obras de los maestros C. Prieto, A. García Abril, Z. de la Cruz, M. Gosálvez, P. Peláez, T. Marco, L. Balada y J. M. Sánchez Verdú. De 2006 a 2008 fue el director Musical del Festival Internacional de Música de Cine “Ciudad de Úbeda“, en el cual dirigió en los conciertos de clausura del mismo con los principales compositores de este género hoy día. Desde 2008 la Orquesta y Coro Filarmonía tienen una temporada anual de conciertos en el Auditorio Nacional de Música de Madrid ofreciendo 10 conciertos por temporada.
Pascual Osa compagina sus conciertos en España con sus giras internacionales, ya que próximamente viajará a Brasil, Estados Unidos e Italia a dirigir en Sao Paulo, Trancoso, Dallas y Milán.